# 台北市建國假日花市
臺北市建國假日花市，簡稱建國花市，是臺灣的一處花卉市場，於1982年開始營業，設址於臺北市建國南路高架橋下方、大安區信義路至仁愛路之間。高架橋下方平時做為停車場，於週五晚上淨空讓各地而來的園藝人士匯集設攤，週六、週日九時至十八時營業，販售植物與花藝相關用品。

## 緣起
臺北市最早的假日花市出現於1976年，由省主席謝東閔輔導臺灣花卉發展協會在重慶南路民眾團體活動中心開辦，於每月第一、三週假日展售。
1982年重慶南路假日花市因場地關閉而停售；政府為補償原業者，乃計畫開放新落成的南門市場三樓為花市，終因植物維護及搬運不易等問題而未能實現。時年正值建國南北路高架橋竣工，省主席、前臺北市市長李登輝提出將橋下空間闢為花市的構想，該方案在同年7月6日臺北第119次道安會報上由時任市長楊金欉裁示通過，遂於建國高架橋下方設置新花市。同年12月1日臺北市農會邀集臺北市花農籌劃第二階段建國假日花市；於12月18日開始營業。
假日花市由臺北市政府建設局輔導，每逢週末假日於建國南路高架橋下由申請登記的花農設攤集中展售，全長綿延約半公里、占地8000餘平方公尺、約兩百多個展售位，蔚為全世界最具規模的室外花卉市集之一。

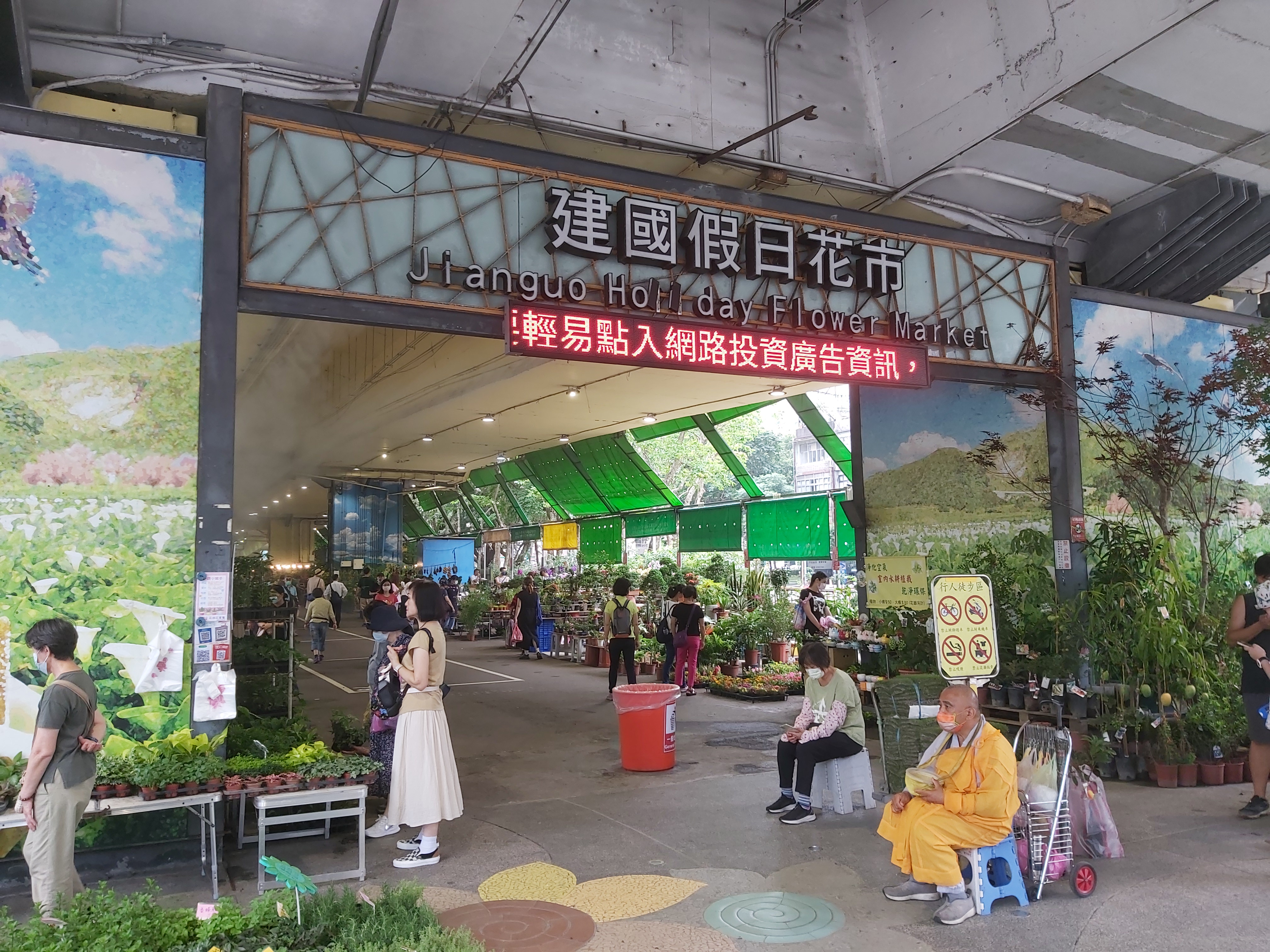
建國花市入口處
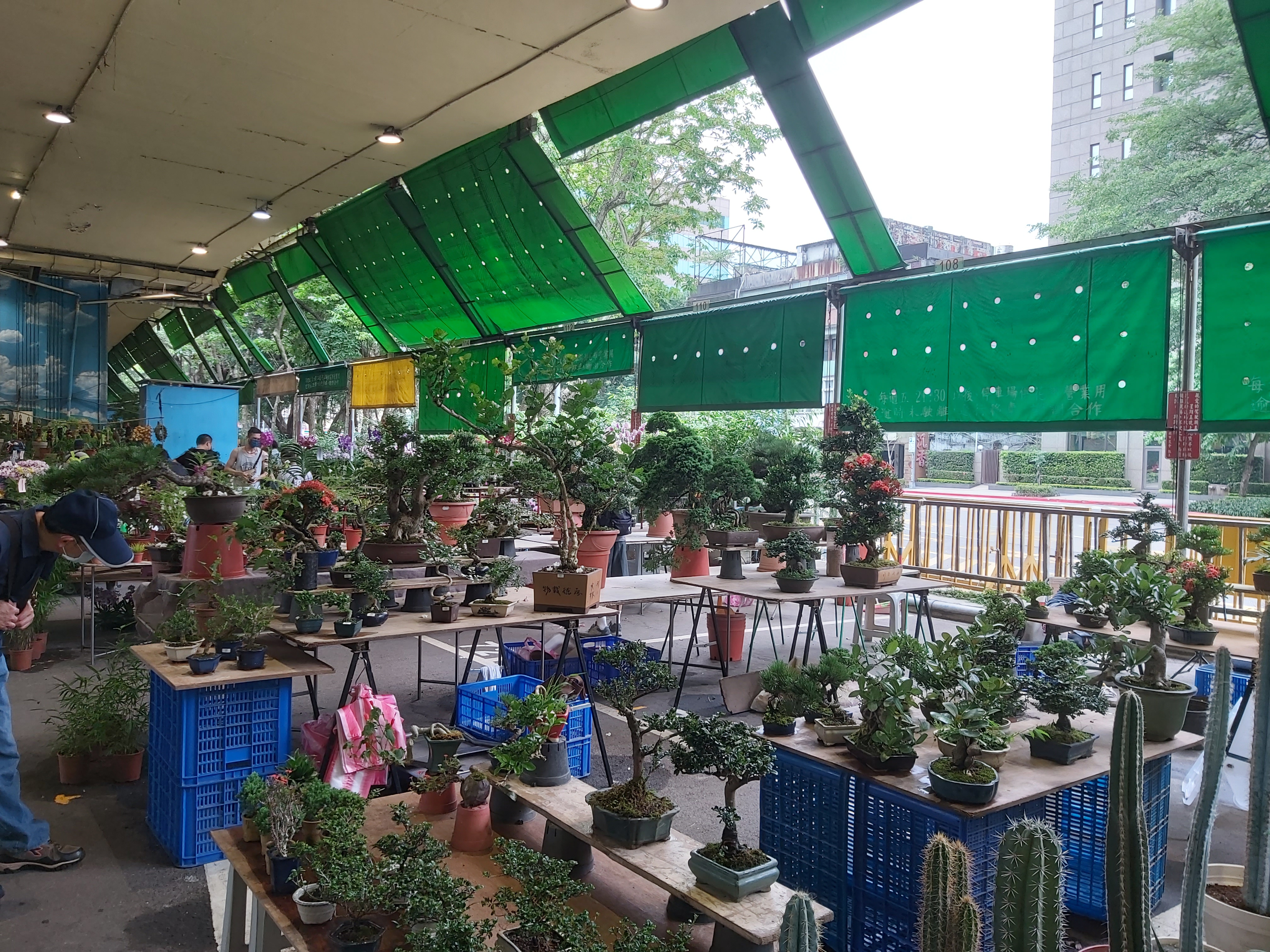
盆景販售區
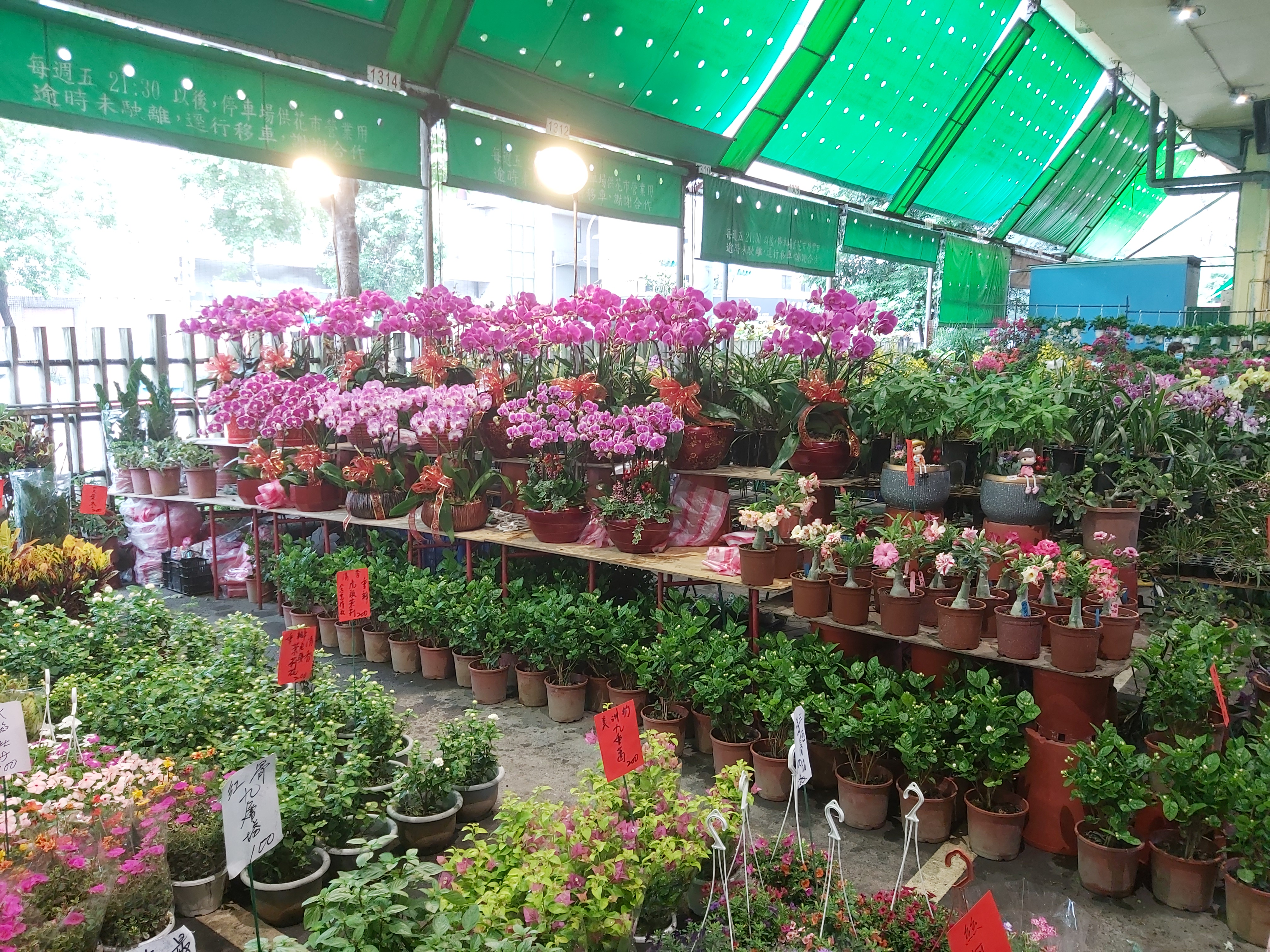
蝴蝶蘭、虎頭茉莉與其它開花植物
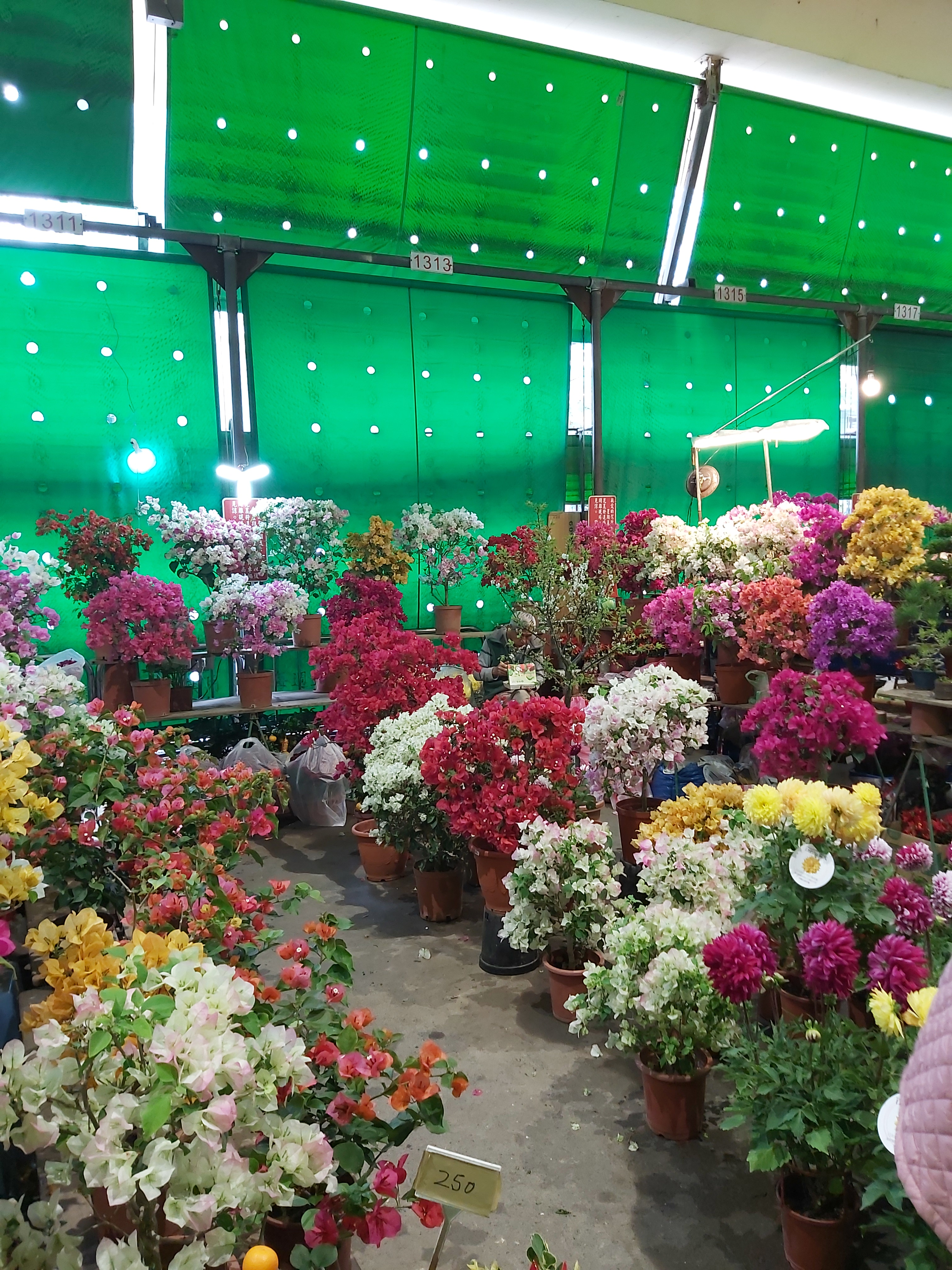
九重葛攤
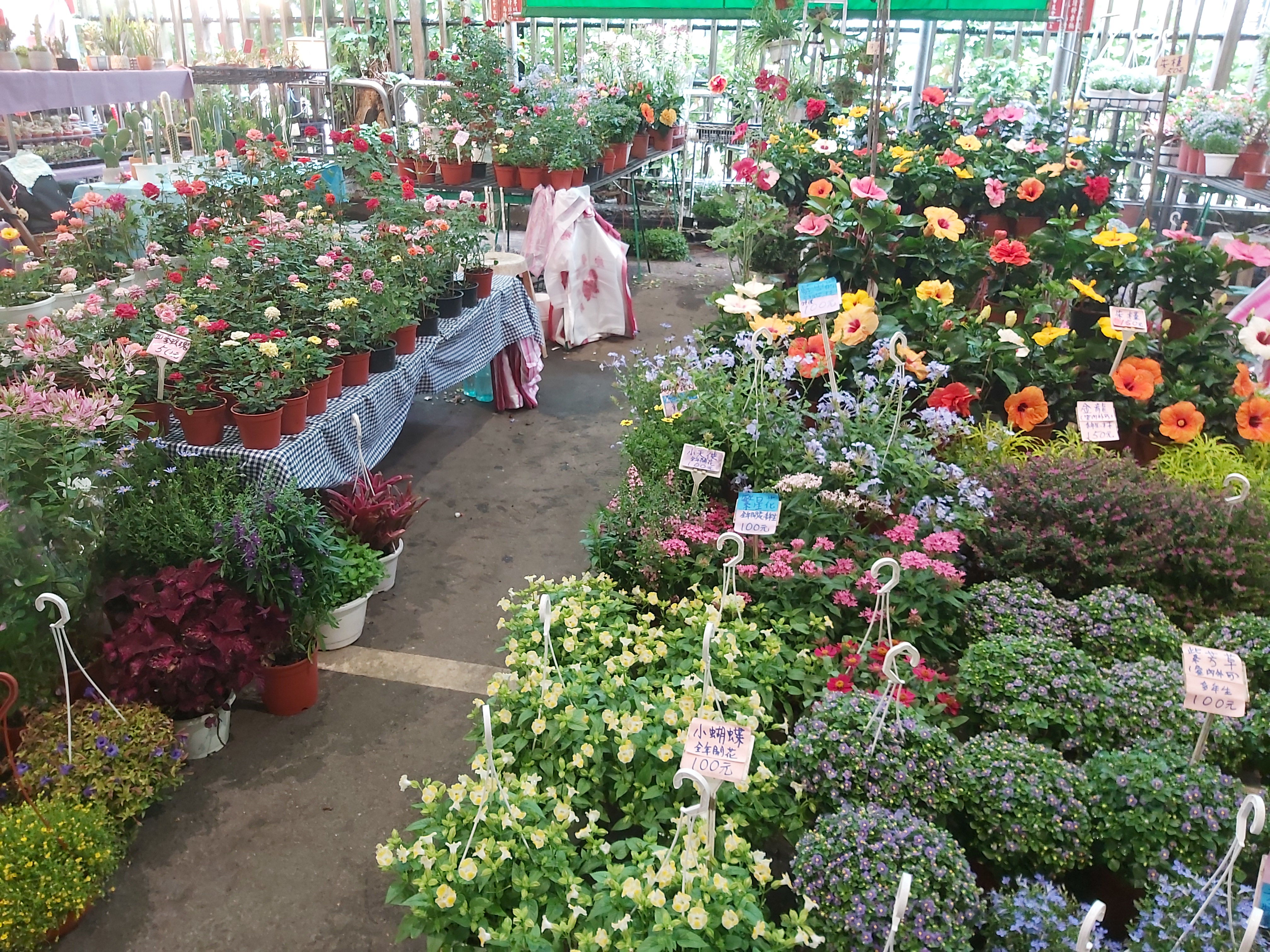
朱槿、玫瑰、紫芳草、五星花等開花植物
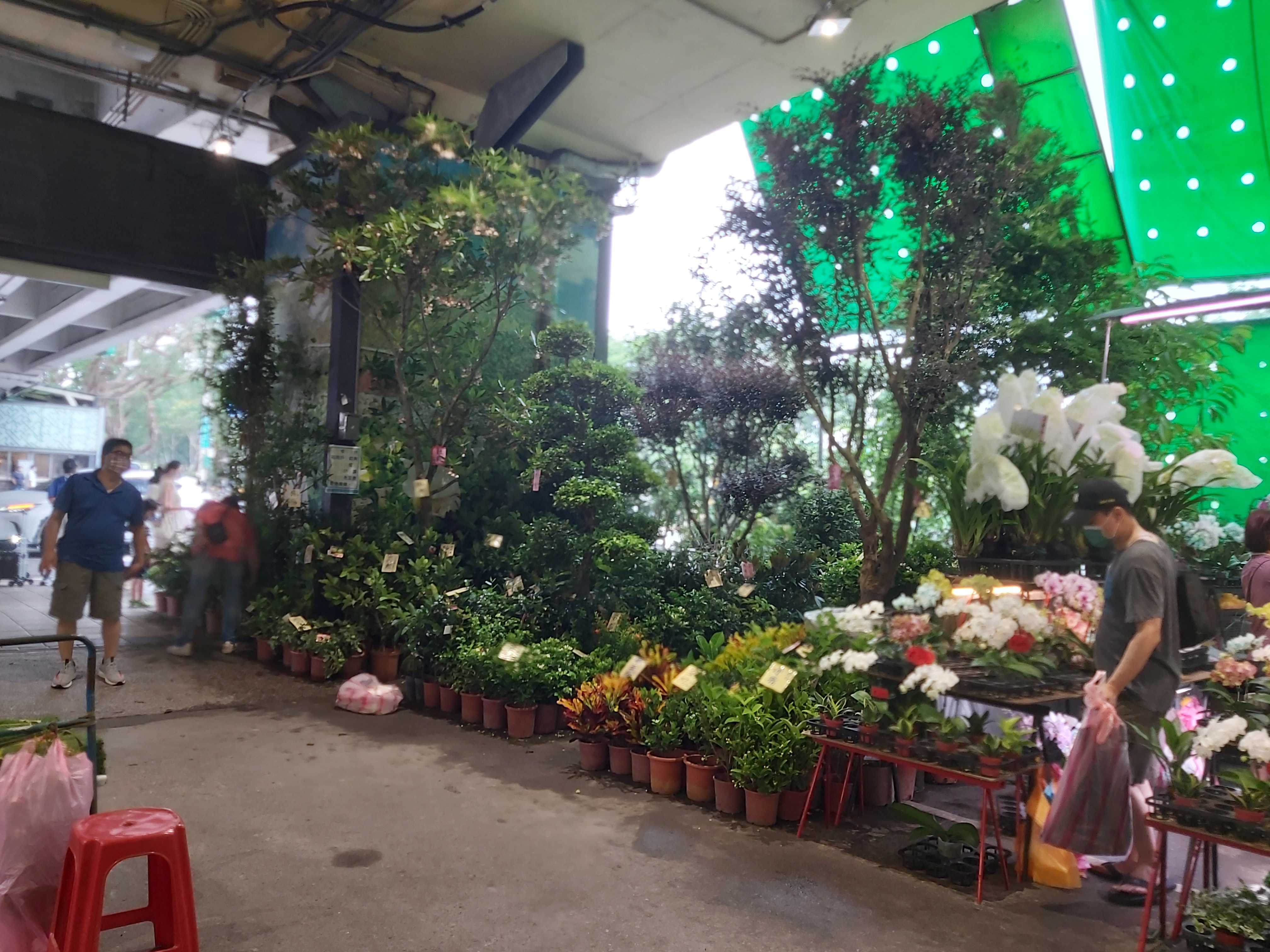
果樹販售區
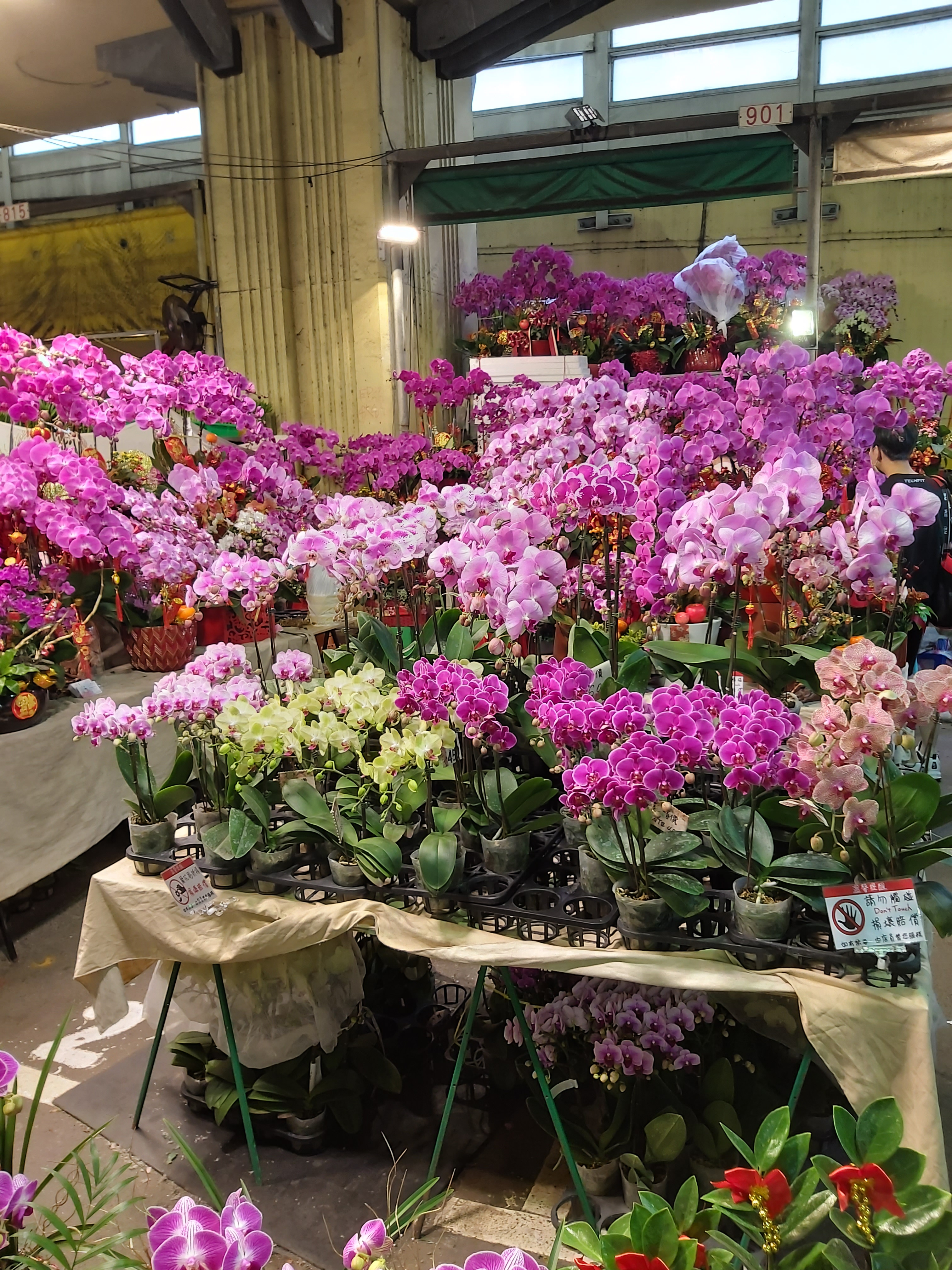
蝴蝶蘭攤

## 外部連結
- 建國假日花市 （页面存档备份，存于）
- 台北建國假日花市的Facebook專頁